# Cantone di Saint-Mars-la-Jaille
Il Cantone di Saint-Mars-la-Jaille era una divisione amministrativa dell'arrondissement di Ancenis.
È stato soppresso a seguito della riforma complessiva dei cantoni del 2014, che è entrata in vigore con le elezioni dipartimentali del 2015.
Comprendeva i comuni di:
- Bonnœuvre
- Maumusson
- Le Pin
- Saint-Mars-la-Jaille
- Saint-Sulpice-des-Landes
- Vritz